# Staubläuse

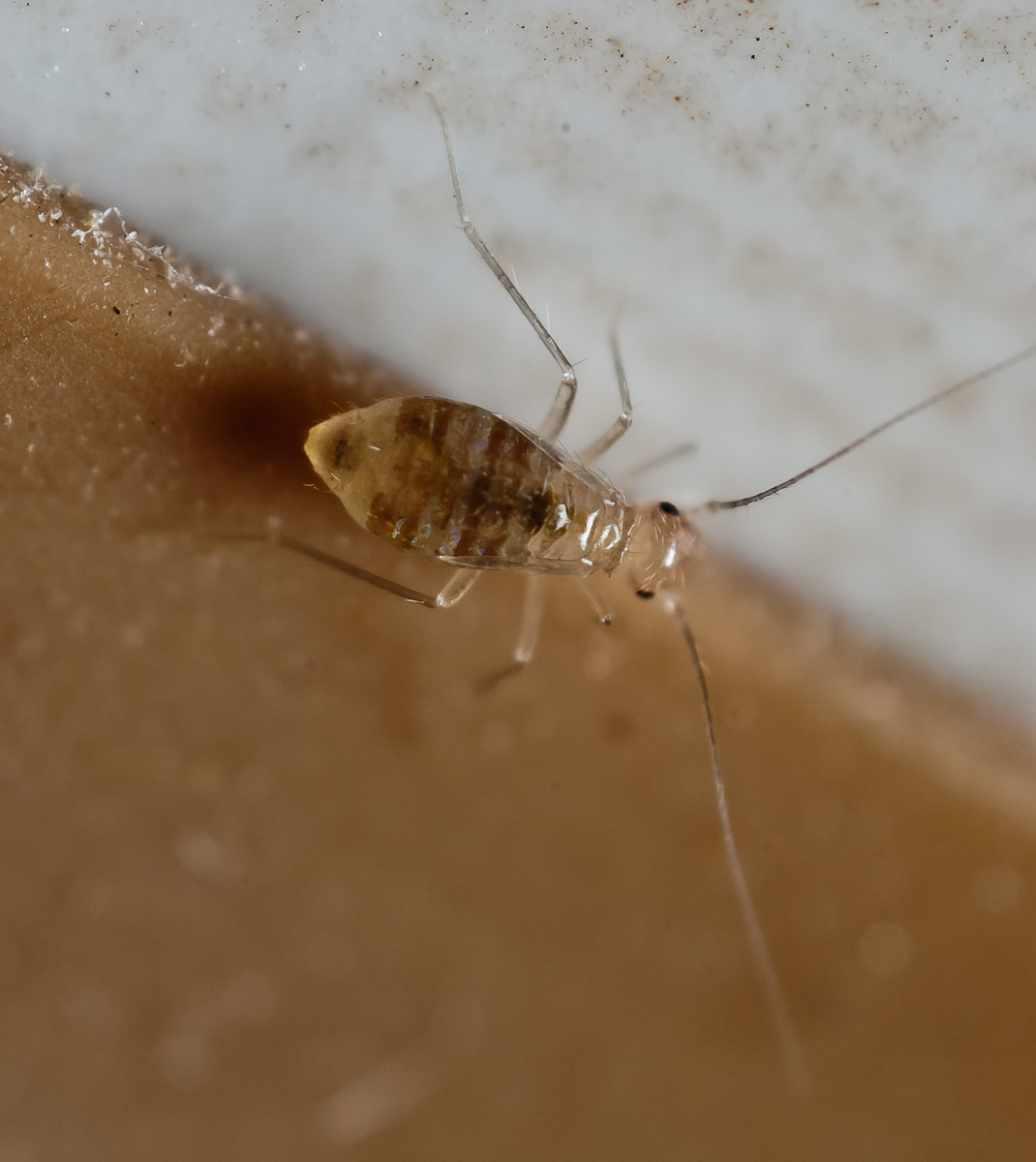
Staublaus (Larve)

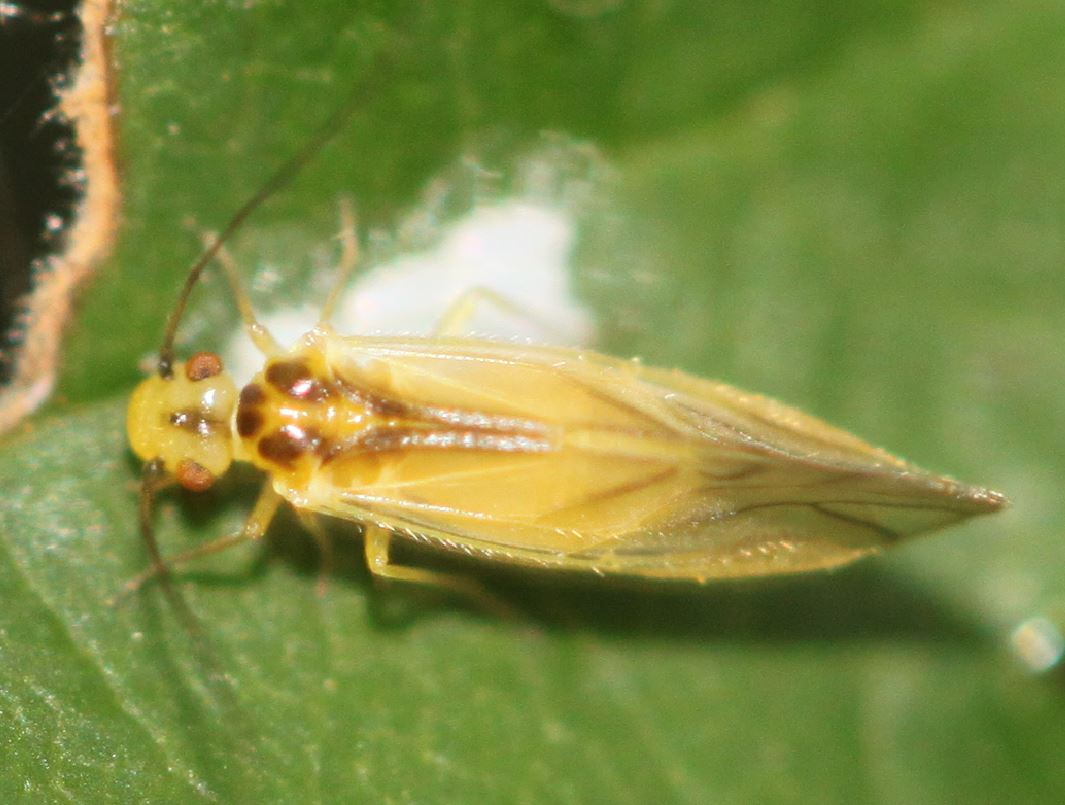
Valenzuela flavidus

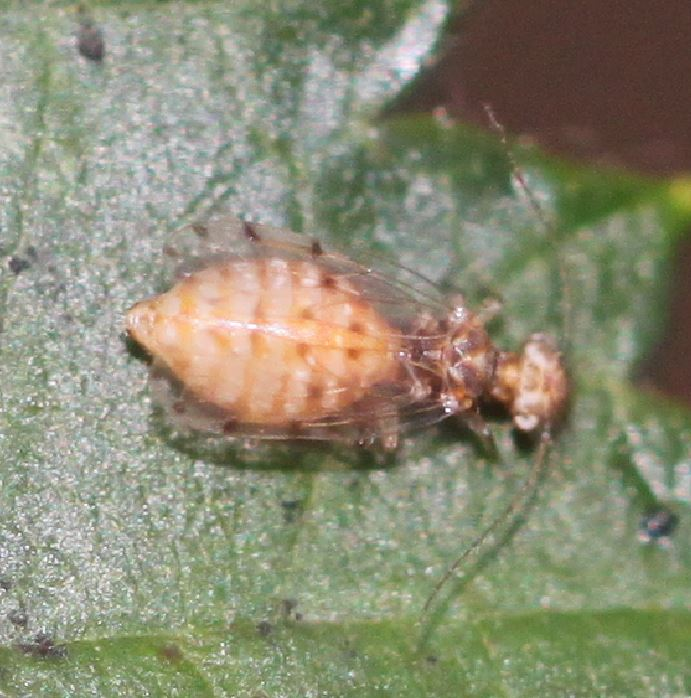
Ectopsocus sp.

Die Staubläuse (Psocoptera) sind eine Ordnung der Insekten, bis zum Jahr 2005 wurden weltweit etwa 5600 Arten beschrieben. Etwa 100 Arten sind in Mitteleuropa verbreitet, davon 97 auch in Deutschland. Die Tiere ernähren sich von Pilzgewebe, Sporen, Flechten, Grünalgen oder Ähnlichem. Entsprechend findet man sie an Pflanzen, unter Rinden, an Baumstämmen und Totholz, in Vogelnestern oder auch in Gebäuden, wie die Bücherläuse. Einige der Arten sind in der Lage, Feuchtigkeit in Form von Wasserdampf aufzunehmen.

## Merkmale
Die Staubläuse erreichen in der Regel eine Körpergröße von 0,7 bis 4 Millimeter, die größte Art ist Gigantopsocus metallicus. Eine Besonderheit dieser Tiere sind die Mundwerkzeuge, die eine Zwischenform zwischen dem kauend-beißenden Typ der Bodenläuse und dem saugenden Typ der anderen Läuse, Wanzen und Zikaden darstellen. Die Mandibeln der Tiere sind asymmetrisch, die Lacinien borsten- oder meißelförmig und sie können wie ein Meißel eingesetzt werden. Bei vielen Arten finden sich Spinndrüsen, die am Labium enden.
Eine Autapomorphie der Gruppe ist außerdem der Bau der Flügel. Der Hinterrand der größeren Flügel ist hakenförmig umgebogen und umgreift die verdickte Vorderkante des Hinterflügels. Bei den Weibchen kommen meist nur Stummelflügel vor oder sie fehlen völlig.

## Systematik
Nach neueren phylogenetischen Untersuchungen werden die Staubläuse (Psocoptera) in die Überordnung Psocodea gestellt. Die Psocodea sind monophyletisch und enthalten neben den Staubläusen auch die Tierläuse (Phthiraptera). Sie bilden zusammen mit den Condylognatha, zu denen auch die Schnabelkerfe mit den Pflanzenläusen sowie die Blasenfüße gehören, die Gruppe der Paraneoptera.
Innerhalb der Staubläuse werden drei Unterordnungen unterschieden, die anhand der Anzahl ihrer Antennen- und Fußglieder (Tarsenglieder) identifiziert werden können:

### Trogiomorpha
Die Trogiomorpha besitzen lange Antennen mit 22 bis 50 Gliedern, dreigliedrige Tarsen und verdickte Hinterschenkel. In diese Gruppe gehören beispielsweise die in Häusern zu findende Art Psyllipsocus ramburi sowie die aufgrund ihres typischen Klopfens in morschem Holz bekannte Totenuhr (Trogium pulsatorium). Sie bestehen aus den fünf folgenden Familien:
- Lepidopsocidae
- Trogiidae
- Prionoglarididae
- Psyllipsocidae
- Psoquillidae

### Troctomorpha
Die Antennen der Troctomorpha besitzen nur 15 bis 17 Glieder, die Tarsen können zwei- oder dreigliedrig sein. In diese Gruppe gehört die Bücherlaus Liposcelis simulans oder der Höhlenbewohner Badonellia titei.

### Psocomorpha
Die meisten der heimischen Arten gehören in die Gruppe der Psocomorpha oder Echten Staubläuse. Bei ihnen bestehen die Antennen immer aus 13 Gliedern, die Tarsen können zwei- bis dreigliedrig sein. Hierher gehören etwa die nur parthenogenetisch lebende Art Psoculus neglectus, die häufig in Vogelnestern oder Wohnungen zu findende Lachesilla pedicularia, der Bodenbewohner Kolbea quisquiliarum und die auf Laubgehölzen anzutreffende Valenzuela flavidus. Weitere Arten sind Loensia variegata und Metylophorus nebulosus.
Die artenreichsten Familien der Unterordnung sind die Caeciliusidae, Pseudocaeciliidae, Ectopsocidae, Lachesillidae und Psocidae.

## Fossile Belege
Der älteste, eindeutig der Ordnung Psocoptera angehörende fossile Vertreter stammt aus dem Jura. (Ein als Staublaus beschriebenes Fossil aus dem Unteren Perm könnte nach Ansicht anderer Autoren ein Fransenflügler sein.) Aus Baltischem Bernstein sind alle drei Unterordnungen mit Vertretern aus jeweils mehreren Familien bekannt. Auch in Bernstein anderer tertiärer und kreidezeitlicher Lagerstätten wurden Staubläuse in großer Formenvielfalt gefunden. Einige fossile Arten sind rezenten, heute zumeist die Tropen und Subtropen besiedelnden Verwandten sehr ähnlich.

## Arten (Auswahl)
- Blaste quadrimaculata
- Cerobasis guestfalica
- Ectopsocus briggsi
- Elipsocus hyalinus
- Graphopsocus cruciatus
- Lachesilla pedicularia
- Lepinotus patruelis
- Lepinotus reticulatus
- Liposcelis entomophila
- Liposcelis bostrychophila
- Liposcelis paeta
- Loensia variegata
- Mesopsocus fuscifrons
- Metylophorus nebulosus
- Trogium pulsatorium
- Valenzuela flavidus